# منتخب المجر لهوكي الحقل للرجال
منتخب المجر لهوكي الحقل للرجال هو ممثل المجر الرسمي في المنافسات الدولية في هوكي الحقل.